# Federigo Melis
Federigo Melis (Firenze, 14 agosto 1914 – Firenze, 26 dicembre 1973) è stato uno storico italiano. 
È stato professore di storia economica presso le Università di Pisa, Cagliari e Firenze, nonché fondatore dell'Istituto Internazionale di Storia Economica "F. Datini" di Prato. È considerato il primo sostenitore dell'importanza delle fonti mercantili nello studio della storia economica.

## Biografia
Federigo Melis studiò Economia e Commercio all'università di Roma laurenadosi nel 1939 con il massimo dei voti e l'immediata nomina ad assistente alla Cattedra di ragioneria nella stessa Università. Arruolato in aeronautica allo scoppio della Seconda Guerra Mondiale venne fatto prigioniero dagli Inglesi in Africa e trascorse un lungo periodo nei campi di concentramento in Kenya. Rientrato in patria nel 1944 riprese l’attività universitaria.
Nel 1949 divenne professore di storia economica presso la Facoltà di Economia e Commercio dell'Università di Pisa e nel 1952 ottenne la cattedra di storia della dottrina economica. Dal 1953 al 1957 ha ricoperto una seconda cattedra presso l'Università degli Studi di Cagliari in Sardegna, presso la Facoltà di Economia e Commercio di recente costituzione. Nel 1962 venne nominato Preside della Facoltà di Economia e Commercio dell'Università di Pisa mentre l'anno successivo fu nominato professore di storia economica all'Università di Firenze, continuò comunque l'insegnamento Pisa sino al 1970.
Melis ha scritto opere tuttora fondamentali per la storia economica come Aspetti della vita economica medievale e Documenti per la storia economica dei secoli XIII-XVI, tali opere sono il frutto della sua incessante attività di ricerca in archivi toscani, italiani ed europei. Il lavoro di ricerca lo portò a riscoprire i documenti del mercante medievale pratese Francesco Datini, fino ad allora conservati nel seminterrato del Palazzo Vescovile di Prato. La ricchezza del corpo documentale datiniano lo ha spinto nel 1955 ad allestire in Palazzo Pretorio a Prato la mostra internazionale "Aspetti della vita economica medievale" che ebbe uno straordinario successo. All'inaugurazione presenziarono anche il presidente uscente della Repubblica Luigi Einaudi nonché il presidente entrante Giovanni Gronchi.
Il successo della mostra fece maturare in lui l'idea di realizzare a Prato un centro di ricerca sulla storia economica, che valorizzasse l'archivio del mercante pratese. Nel 1968 questa idea divenne realtà con l'inaugurazione dell'Istituto Internazionale di Storia Economica "F. Datini", per il quale Melis aveva raccolto l'adesione di Fernand Braudel e di un importante gruppo di studiosi, che ne andarono a costituire il primo Comitato scientifico.

## Opere
- Storia della Ragioneria. Contributo alla conoscenza e interpretazione delle fonti più significative della storia economia, Bologna, Zuffi, 1950
- Note di storia della banca pisana nel Trecento, Pisa, Società Storica Pisana, 1955
- Aspetti della vita economica medievale. (Studi nell’Archivio Datini di Prato), Siena, Monte dei Paschi di Siena, 1962
- Documenti per la Storia economica dei secoli XIII-XVI, Firenze, Olschki, 1972
- Origini e sviluppi delle assicurazioni in Italia (Secoli XIV-XVI), Roma, Istituto Nazionale delle Assicurazioni, 1975